# Enginyeria física

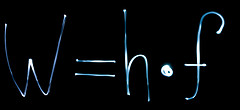
Coneixements físics; Energia de la llum

L'enginyeria física és la branca de l'enginyeria que busca assimilar i adaptar tecnologies noves i existents a processos industrials. Està orientada a generar, a través de la recerca aplicada, el desenvolupament de tecnologies alternatives per a usos industrials, mitjançant la formulació teòrica abstracta dels fenòmens físics que involucren un projecte.
Aquesta enginyeria estudia tots els fenòmens naturals com a tals, com correspon a una ciència, però alhora busca portar a la pràctica, en forma dinàmica, tots els seus conceptes teòrics i experimentals. Una característica fonamental de l'enginyer físic és la seva capacitat de disseny, disciplina i innovació; permetent disposar dels seus coneixements físico-matemàtics en projectes que involucren branques diverses de la física clàssica i la moderna, adaptant-les a finalitats pràctiques, el que li atorga un avantatge sobre les altres enginyeries en les quals només s'adquireix una certa especialització.

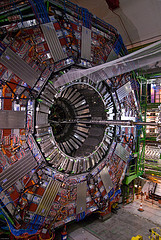
Obres de l'enginyeria amb propòsits físics; Detector de muons, experiment del LHC

L'enginyer físic està preparat per treballar en el camp del desenvolupament tecnològic. Aquesta especialització, en general, pot ser caracteritzada per les aplicacions de procediments físics multidisciplinaris i sovint especialitzats a problemes tècnics de la més variada índole. Com a conclusió, l'enginyer físic juga un rol fonamental en l'avanç tecnològic d'importància actual.

## Història
L'enginyeria física va aparèixer per primera vegada el 1924 als Estats Units com a part del Pla de Richard que buscava enfortir les àrees científiques necessàries en totes les branques de l'enginyeria.
Avui dia el programa és ofert en altres països com ara Canadà, Anglaterra, Rússia, Japó, Bèlgica, Brasil, Suècia, Espanya, Colòmbia, Mèxic, Cuba, Perú i Xile.
La UPC és la primera universitat a oferir els estudis d'Enginyeria Física a Espanya. Forma part dels estudis impartits a l'Escola Tècnica Superior d'Enginyeria de Telecomunicació de Barcelona (ETSETB), al Campus Nord.

## Formació
L'enginyeria i la tecnologia són de vital importància per la reducció de la pobresa. L'enginyer ha de ser l'autor de la construcció de capacitats d'innovació i desenvolupament tecnològic que el condueixin a desenvolupar permanentment nous productes, processos i serveis per suplir les necessitats que el mercat demanda. En els processos d'innovació, participen diversos actors, el sector empresarial ha de ser protagonista directe en l'activitat innovadora, però també és important el paper del sector universitari, ja que a través de la cooperació Universitat + Empresa, es revaloritza la interacció entre ciència, tecnologia i producció.

## Algunes aplicacions en la indústria

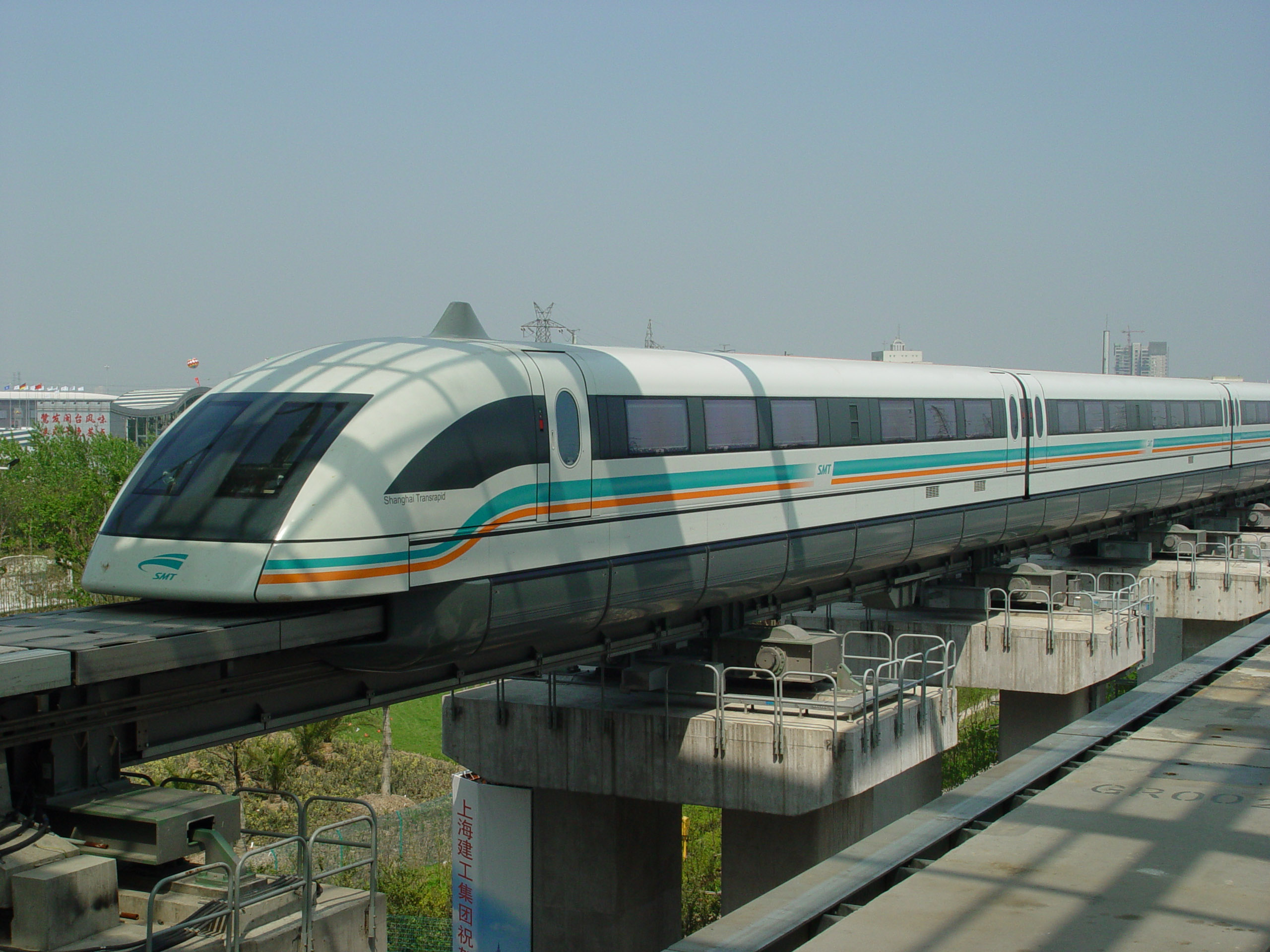
Tren de levitació magnètica Maglev que connecta el centre de Xangai amb l'aeroport.

Per a la transmissió d'energia es poden dissenyar cables fabricats de materials superconductors que poden tenir una Corrent elèctric més gran que els cables convencionals amb un mínim de pèrdua.
En alguns països s'han desenvolupat trens de levitació magnètica. Aquests trens són ràpids i còmodes comparats amb els actuals sistemes de transport massiu, i aconsegueixen velocitats molt altes, encara que avui dia el cost energètic és molt elevat.
Enginyers enfocats a les àrees biològiques poden utilitzar les tècniques físiques per desxifrar l'estructura de les proteïnes, informació molt important per entendre els processos biològics i desenvolupar nous medicaments que permetran tractar algunes malalties.
L'estudi de la turbulència és un factor dominant que determina el funcionament de tots els sistemes de fluids tant de llargs oleoductes, sistemes d'injecció de carburants i dels models per a la predicció del temps global. Les millores tindran rendibilitat en la reducció de pèrdues d'energia en transport, la millora de l'eficiència de motors i aprofundir la comprensió del comportament global del clima.

## Camps professionals

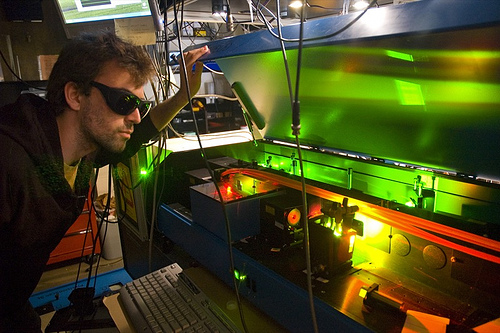
Estudiant d'enginyeria física estudiant un làser de colorant

Algunes de les àrees en les quals pot exercir un enginyer físic:
| - Anàlisi de les propietats físiques dels materials. - Electrònica, electrònica digital, optoelectrònica. - Física del medi ambient - Biofísica. - Enginyeria i instrumentació nuclear. - Instrumentació astronòmica. - Instrumentació i automatització industrial. | - Mitjans granulars. - Metrologia. - Models. Físics - Òptica. - Serveis de geofísica i prospecció. - Simulació numèrica |